# 熊真沛
熊真沛（1904年—1990年），曾名珍佩，男，广东英德人，中国基督教牧师，曾任中国基督教三自爱国运动委员会副主席，第六、七届全国政协委员。